# Леннарт Ліндегрен
Леннарт Ліндегрен (1950 , Швеція ) — шведський астроном, відомий великим внеском у космічні місії Гіппаркос і Gaia.
Здобув ступінь доктора філософії в університеті Лунда в 1980 році під керівництвом Торда Елвіуса та Еріка Хега (дисертація: моделі та методи в оптичній астрометрії), став професором там в 2000 році. Був членом Лундської обсерваторії. 
Очолював групу астрономії до свого виходу на пенсію в 2017 році.
Брав участь у розробці місії Гіппаркос з 1976 року, коли був учнем Еріка Хога, до кінця проекту в 1997 році. 
Розробляв концепцію місії та керував відділом аналізу даних у NDAC (Northern Data Analysis Consortium). 
NDAC оцінював дані разом з французьким FAST (Жан Ковалевський.
Потім разом із Майклом Перріманом запропонував наступну місію Gaia, яка була ухвалена ЄКА 2000 року й запущена 2013 року. 
Брав участь в астрометричному проектуванні місії та в консорціумі обробки та аналізу даних (DPAC).

## Нагороди та визнання
- 2009: член Шведської королівської академії наук[1]
- 2011: почесний доктор Паризької обсерваторії;
- 2022: премія Шао (спільно з Майклом Перріманом).[2]